# Хазеней, Себастьян
Себастьян Хазеней (нем. Sebastian Haseney) (род. 27 августа 1978 года в г. Зуль, Тюрингия) — известный немецкий двоеборец, двукратный вице-чемпион мира.

## Спортивная карьера
Наибольших успехов Себастьян Хазеней добился в командных соревнованиях на чемпионатах мира, где он завоевал две серебряные медали в 2005 и 2007 годах. Лучшим результатом в личных соревнованиях является 7 место на чемпионате мира 2009 в Либереце.
Себастьян Хазеней участвовал в олимпийских играх 2002 в Солт-Лейк-Сити и 2006 в Турине, где он сумел показать 6 место в гонке преследования.
На этапах Кубка мира в его активе 2 победы в индивидуальных соревнованиях, а всего 15 подиумов.